# George Walsh

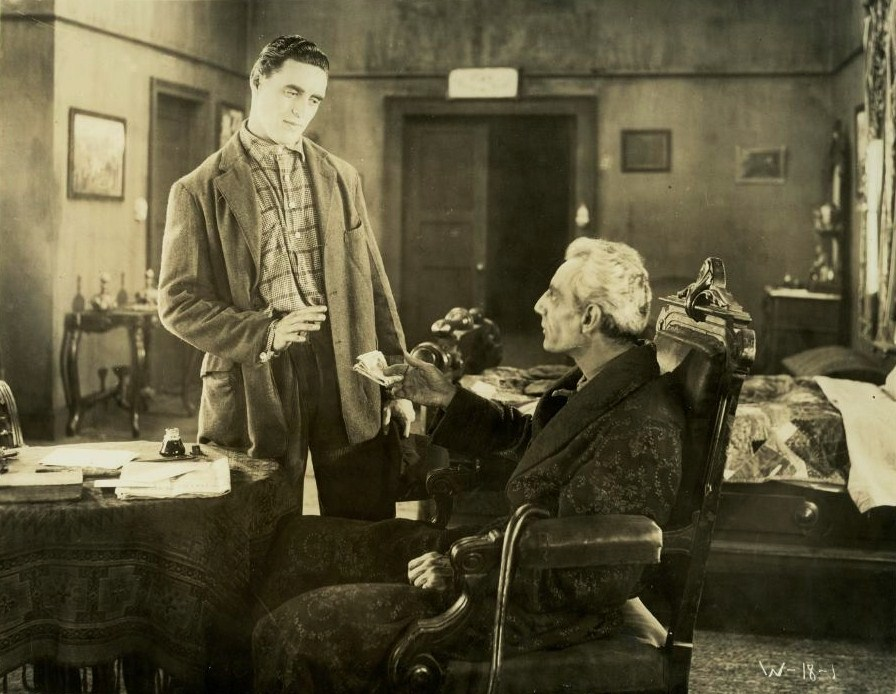
Con Mario Majeroni (der.) en From Now On (1920)

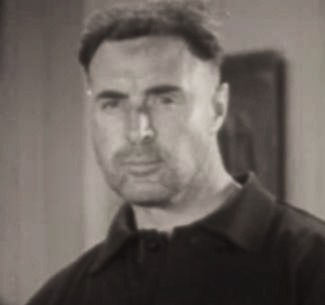
En The Live Wire (1935)

George Walsh (16 de marzo de 1889 – 13 de  junio de 1981) fue un atleta y actor cinematográfico de nacionalidad estadounidense. Disfrutó de un período de fama de unos cuarenta años, recibiendo varios apodos, como "the Laughing Athletic Thunderbolt," "the Apollo of the Silver Sheet," "the Screen’s Greatest Athlete" y "the King of Smiles". Su carrera en el cine abarcó veinte años de la época dorada, durante los cuales participó en unas 80 producciones, trabajando para estudios como Mutual, Triangle, Fox, Universal Studios, Goldwyn, United Artists, Chadwick, y Paramount Pictures.

## Biografía

### Inicios
Su nombre completo era George Frederick Walsh, y nació en Manhattan, Nueva York. De padres católicos irlandeses, George era el mediano de tres hermanos (su hermano mayor fue el prolífico director Raoul Walsh). A los 16 años ya era diestro en la práctica de varios deportes. Mientras estudiaba derecho en la Universidad de Fordham y en la Universidad de Georgetown, se hizo famoso como jugador de fútbol americano, llegando a competir brevemente con los Brooklyn Dodgers.
Se recuperaba en California de una lesión a finales de 1914, cuando entró en el mundo del cine gracias a su hermano Raoul, siendo contratado como extra para participar en la película de D. W. Griffith El nacimiento de una nación (1915). Después hizo varios pequeños papeles, hasta que una actuación en The Fencing Master (1915) demostró su valía. La confianza de Griffith en él era tal que incluyó a Walsh en una importante escena de su obra maestra Intolerancia (1916). Trabajando en dicha producción conoció a la que sería su primera esposa, la actriz Seena Owen.

### Fox
Walsh había trabajado para Reliance/Majestic en la costa oeste, y se pasó a la recién constituida Fox Film en la costa este, convirtiéndose en un serio rival de Douglas Fairbanks, así como en una estrella nacional. Sus interpretaciones con el estudio se caracterizaban por atrevidas acrobacias, luchas, persecuciones dramáticas, y finales felices con sus coprotagonistas femeninas. También se perfeccionó como actor de comedia y aprendió cómo hacer reír, aunque finalmente se enfrentó con el productor William Fox a causa de su salario, decidiendo dejar la compañía a finales de 1920. A ello siguieron dos años de altibajos, en los cuales actuó en Serenade (1921), junto a su cuñada Miriam Cooper, trabajó en vodevil, tuvo un desagradable juicio por divorcio, y rodó un serial histórico en 18 episodios titulado With Stanley in Africa (1922). 

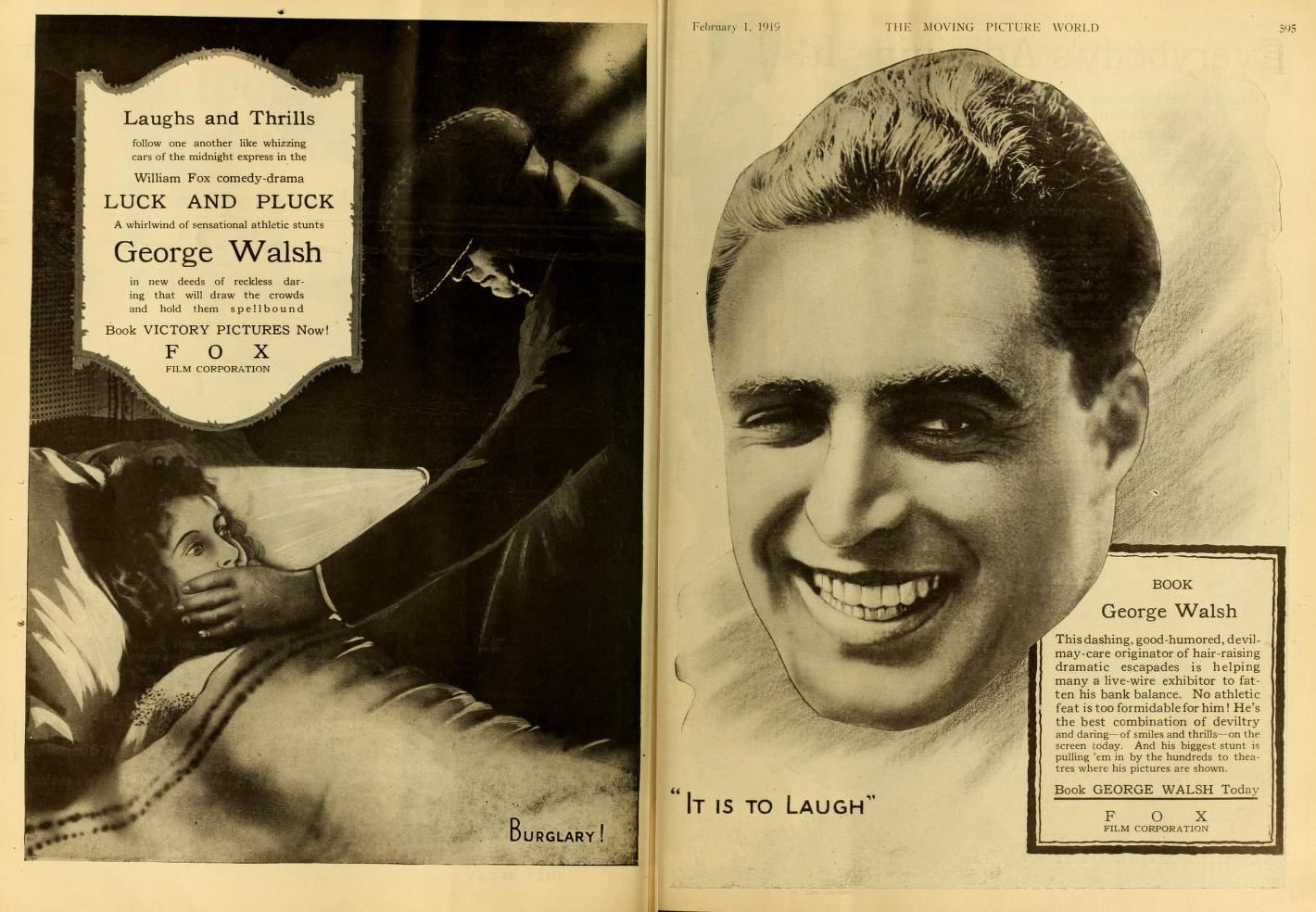
Cartel de Luck and Pluck (1919)

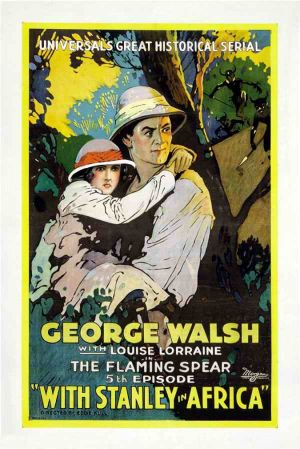
Póster de With Stanley in Africa (1922)

### Goldwyn
Una sola película, Vanity Fair (1923), para Goldwyn Pictures Corporation, le facilitó un largo contrato que le volvió a dar papeles protagonistas. Confirmó su regreso con el papel de Don Diego junto a Mary Pickford en el film de 1923 Rosita (el público pudo ver a Pickford recibiendo su primer beso, de Walsh, en la cinta de Ernst Lubitsch). 
Más espectacular todavía fue el anuncio de que June Mathis le había seleccionado para encarnar a Judah Ben-Hur en la planificada adaptación a la pantalla de la novela de Lew Wallace Ben-Hur. Sin embargo, George Walsh fue descartado sin contemplaciones a favor de Ramon Novarro, como también lo fueron June Mathis y el director proyectado, Charles Brabin. 
A pesar de lo anterior, George Walsh se aseguró trabajar con la compañía independiente de I. E. Chadwick (para la cual actuaba Lionel Barrymore). Entre 1925 y 1926 hizo una serie de cintas, la mayor parte de las cuales obtuvo un buen resultado en taquilla. Sin embargo, unas promesas sin cumplir hicieron que Walsh pasara a trabajar con Excellent Pictures Corporation. En ese estudio interpretó varias producciones mudas de bajo presupuesto, entre ellas The Kick-Off (1926), Broadway Drifter (1927), His Rise to Fame (1927), y Inspiration (1928).

### Últimos años
No fue hasta 1932 que George Walsh actuó por vez primera en un film sonoro, cuando su hermano relanzó su carrera eligiéndolo para el papel de criminal en Me and My Gal (1932), con Spencer Tracy y Joan Bennett. Su papel de ‘Duke’ Castenega le convenció a él mismo y a los demás de que todavía era un actor rentable, por lo que en los siguientes cuatro años hizo varios papeles como actor de reparto – algo común en actores de cine mudo en el recién llegado cine sonoro. Su retiro se aceleró por el hecho de que se aproximaba a los cincuenta años de edad, y a que su forma física ya no era buena.
Una vez finalizada su carrera de actor, Walsh se dedicó a la cría y doma de caballos, su ocupación en el período entre el cine mudo y el sonoro. En los años 1940 volvió a casarse, disfrutando de muchos años de feliz retiro en California. George Walsh falleció en Pomona, California, en 1981, a causa de un neumonía. Tenía 92 años de edad. Fue enterrado en el Cementerio San Gabriel, en Los Ángeles.

## Selección de su filmografía
- 1915 : El nacimiento de una nación, de D. W. Griffith
- 1915 : The Fencing Master, de Raoul Walsh
- 1915 : A Bad Man and Others, de Raoul Walsh
- 1915 : The Son of the Dog, de Frank Montgomery
- 1915 : The Way of a Mother, de Jack Conway
- 1915 : Don Quixote, de Edward Dillon
- 1915 : The Celestial Code, de Raoul Walsh
- 1915 : 11:30 P.M., de Raoul Walsh
- 1916 : The Serpent, de Raoul Walsh (+ guionista)
- 1916 : Blue Blood and Red, de Raoul Walsh
- 1916 : The Mediator, de Otis Turner
- 1916 : Intolerancia, de D. W. Griffith
- 1917 : The Honor System, de Raoul Walsh
- 1917 : This Is the Life, de Raoul Walsh
- 1917 : The Pride of New York, de Raoul Walsh
- 1917 : The Book Agent, de Otis Turner
- 1918 : Jack Spurlock, Prodigal, de Carl Harbaugh
- 1918 : On the Jump, de Raoul Walsh
- 1919 : The Winning Stroke, de Edward Dillon
- 1919 : The Seventh Person (también director)
- 1920 : The Plunger, de Dell Henderson
- 1920 : Number Seventeen, de George Beranger
- 1920 : From Now On, de Raoul Walsh
- 1921 : Dynamite Allen, de Dell Henderson
- 1921 : Sérénade, de Raoul Walsh
- 1923 : The Miracle Makers, de W. S. Van Dyke
- 1923 : Reno, de Rupert Hughes
- 1923 : Rosita, de Ernst Lubitsch y Raoul Walsh
- 1923 : Slave of Desire, de George D. Baker
- 1926 : The Test of Donald Norton, de William Reeves Easton
- 1926 : The Kick-Off, de Wesley Ruggles
- 1926 : Striving for Fortune, de Nat Ross
- 1927 : The Princess on Broadway, de Dallas M. Fitzgerald
- 1930 : The Big Trail, de Raoul Walsh (ayudante dirección)
- 1932 : Me and My Gal, de Raoul Walsh
- 1933 : Black Beauty, de Phil Rosen
- 1933 : The Bowery, de Raoul Walsh
- 1933 : The Return of Casey Jones, de John P. McCarthy
- 1934 : Cleopatra, de Cecil B. DeMille
- 1935 : Under Pressure, de Raoul Walsh
- 1935 : The Live Wire, de Harry S. Webb
- 1936 : Klondike Annie, de Raoul Walsh
- 1936 : Put on the Spot, de Robert F. Hill